# Jane's Defence Weekly
Jane's Defense Weekly (abreviado como JDW) es una revista semanal que informa sobre asuntos militares y de empresas del sector, editada por Peter Felstead. Es una de varias publicaciones relacionadas con el ejército que llevan el nombre de Fred T. Jane, un inglés que publicó por primera vez Jane's Fighting Ships en 1898. Es una unidad de Janes Information Services. La revista tiene una gran circulación y se cita con frecuencia en publicaciones de todo el mundo.